# Bruno Becker
Bruno Oscar Becker (Russisch: Бруно Оскар Беккер) (Sint-Petersburg, 27 maart 1885 - Amsterdam, 20 maart 1968) was een Nederlands historicus, slavist en hoogleraar. 
Hij werd geboren in Rusland als de zoon van Duits-Russische ouders.
Becker studeerde oude talen en geschiedenis aan de universiteit van Sint-Petersburg en promoveerde aldaar in 1912.
In 1913 ging hij voor twee jaar naar Nederland en in 1922 emigreerde hij met zijn vrouw en dochter naar Nederland, waar hij zich naturaliseerde tot staatsburger in 1935.
In juli 1945 werd Becker hoogleraar aan de Universiteit van Amsterdam in de Russische geschiedenis, taal- en letterkunde. Hij zette de opleidingen Slavistiek en Ruslandkunde op en in 1948 werd hij directeur van het nieuwe Rusland-Instituut, vanaf 1961 uitgebreid tot het Oost-Europa Instituut. 
Tot zijn beroemdste leerlingen behoorden Aleida Schot, Etty Hillesum, Jan Willem Bezemer, Carl Ebeling en Karel van het Reve.